# Нюстталь
Нюстталь (нім. Nüsttal) — сільська громада в Німеччині, знаходиться в землі Гессен. Підпорядковується адміністративному округу Кассель. Входить до складу району Фульда.
Площа — 45,5 км2. Населення становить 2846 ос. (станом на 31 грудня 2020).